# Jalousie: Tango Tsigane
"Jalousie: Tango Tsigane" (nghĩa là "Ghen: bản tango Di gan") là một bản nhạc tango do nhà soạn nhạc người Đan Mạch Jacob Gade sáng tác vào năm 1925. Bài nhạc được xuất bản ở nhiều quốc gia, xuất hiện trong nhiều sự kiện và đã được Phạm Duy đặt lời tiếng Việt dưới tựa đề "Hờn ghen".

## Lịch sử

### Bối cảnh
Năm 1925, Gade đang làm nhạc trưởng của dàn nhạc 24 người ở rạp chiếu phim Palads (Palads Teatret), thủ đô Copenhagen. Năm đó ông sáng tác bản "Jalousie: Tango Tsigane" tại cối xay Tibirke - một nơi được ông mua làm nhà nghỉ mát - để dành cho bộ phim câm Don Q, Son of Zorro; trong vài giờ, ông đã làm xong bản nhạc này với cảm hứng lấy từ một vụ án do ghen tuông đọc trên báo. "Jalousie: Tango Tsigane" được biểu diễn lần đầu tại buổi công chiếu phim vào ngày 14 tháng 9 năm 1925.

### Xuất bản
Năm 1925, Gade và trưởng dàn nhạc là Jens Warny lập ra nhà xuất bản Gade & Warny-Musikforlag, Copenhagen. Ngày 15 tháng 9 năm 1925 Gade & Warny-Musikforlag xuất bản bản nhạc đầu tiên của họ là "Jalousie: Tango Tsigane" dưới dạng bản phổ dành cho dương cầm và dàn nhạc, gồm năm trang, chiều dài 31 cm.
Bản nhạc được truyền bá rộng rãi khi được phát đi trên làn sóng radio và được sử dụng trong các bộ phim của thập niên 1930. Trong Thế chiến thứ hai, Vera Bloom soạn lời tiếng Anh cho bản nhạc và đặt tựa đề là "Jealousy". Năm 1951, bài hát trở nên cực kỳ thịnh hành nhờ bản thu âm của ca sĩ Frankie Laine. Năm 1952, bản thu âm với dàn nhạc Boston Pops do Arthur Fiedler chỉ huy đã bán được trên một triệu bản.
Khánh Ly biểu diễn bài hát với lời tiếng Việt trong album Tango điên phát hành năm 1988.

## Phần nhạc
Tác phẩm này bao gồm hai phần khác nhau - phần đầu được viết ở cung Rê thứ còn phần sau được viết ở cung Rê trưởng - nhưng cả hai phần đều mang nhịp điệu tango điển hình.